# Sabir Mateen

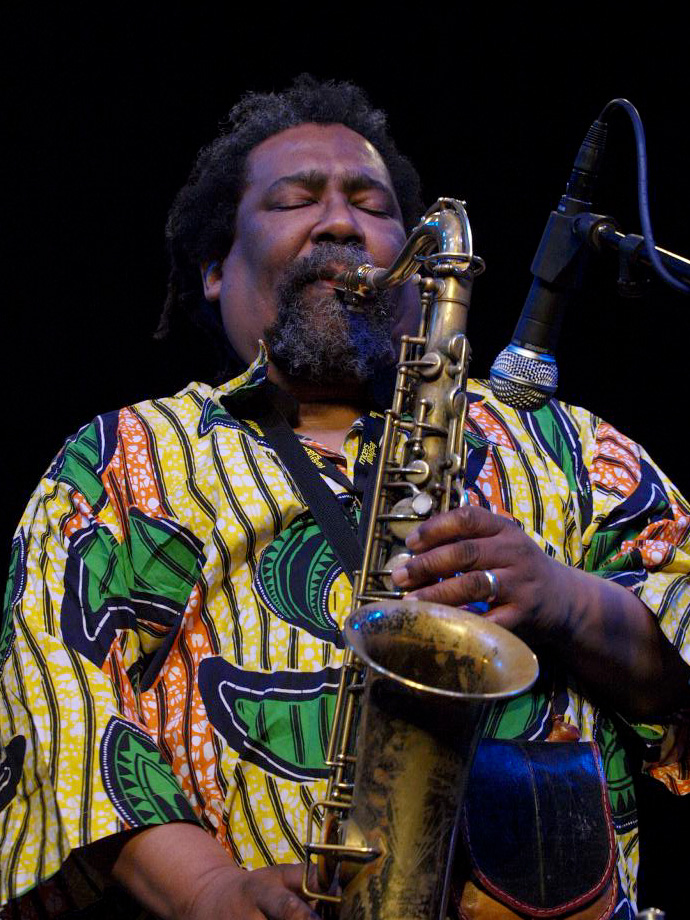
Sabir Mateen, moers festival 2008

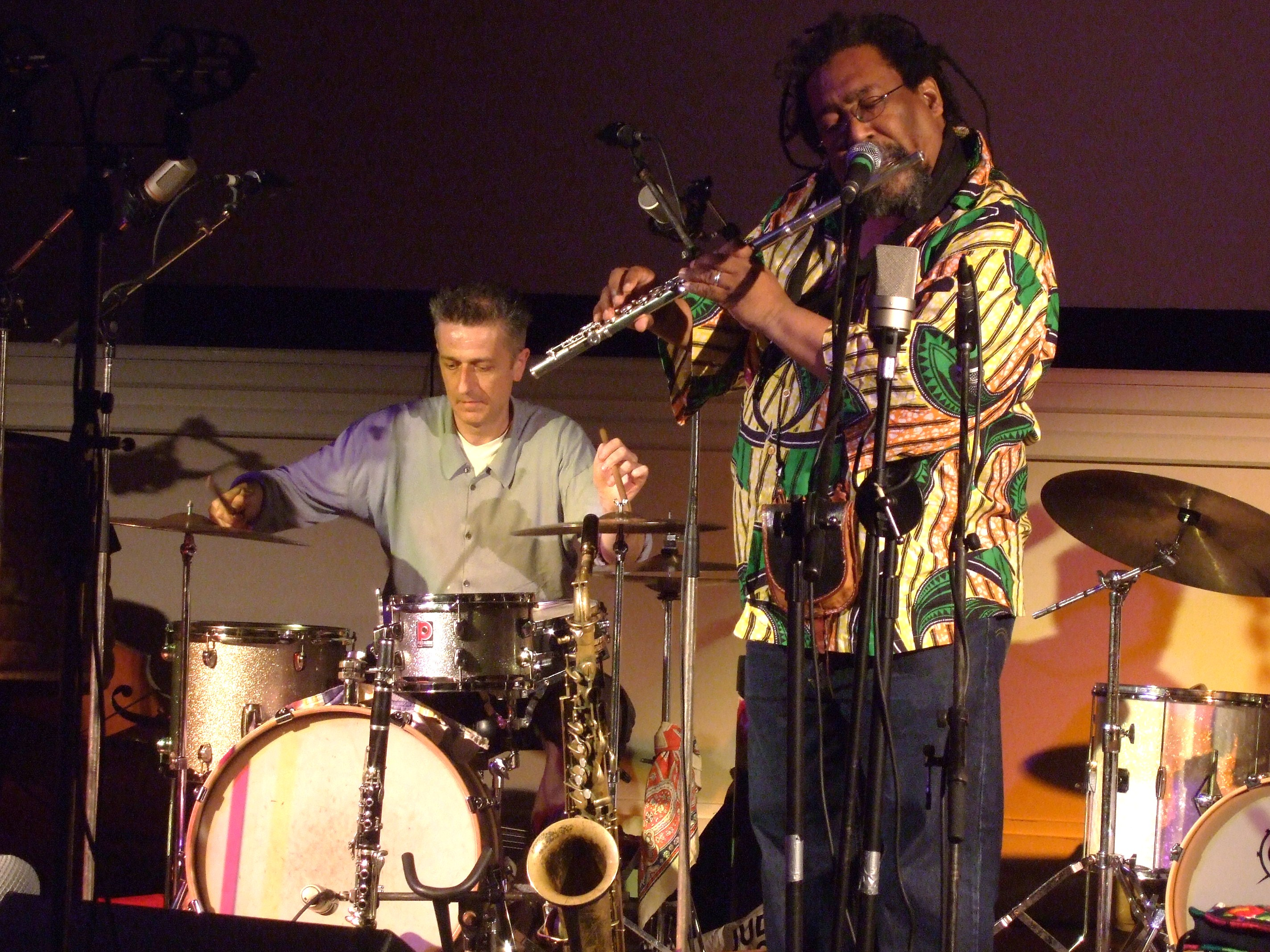
Sabir Mateen mit Drummer Steve Noble

Sabir Mateen (* 16. April 1951 in Philadelphia, Pennsylvania) ist ein US-amerikanischer Jazz-Saxophonist, -klarinettist und -flötist.
Mateen spielte seine ersten Aufnahmen 1980 mit Horace Tapscotts Pan African People's Arkestra ein. 1989 kehrte er nach New York zurück, wo er 1995 mit dem Schlagzeuger Tom Bruno das Duo-Album Getting Away With Murder, einen Live-Mitschnitt einer Vorstellung in New Yorks Grand Central Terminal, herausbrachte. Er gehörte dann neben Matt Heyner und Daniel Carter zu Brunos Quartett Test und wurde mit seinen Auftritten im New Yorker U-Bahn-System bekannt.
Daneben gehörte er dem Raphe Malik Quartet und dem One World Ensemble an und bildete mit Daniel Carter und David Nuss das Trio Tenor Rising, Drums Expanding. 1997 spielte er mit seinem eigenen Trio (mit John Voigt und Lawrence Cook) das Album Divine Mad Love ein.
In den Folgejahren nahm Mateen Duoalben mit Sunny Murray, Hamid Drake und Ben Karetnick auf. 2001 folgte das Album Secrets of When mit dem The Sabir Mateen Quintet. Als Sideman arbeitete er u. a. mit Cecil Taylor, William Parker, Alan Silva, Butch  und Wilber Morris, Steve Swell’s Slammin’ the Infinite (5000 Poems, 2009), Mark Whitecage, Roy Campbell, Matthew Shipp (ur Lady of the Flowers, 2015), Marc Edwards, Jemeel Moondoc, William Hooker, Henry Grimes, Rashid Bakr und Kali Fasteau.

## Diskographie
- Getting Away With Murder mit Tom Bruno, 1995
- Divine Mad Love mit Laurence Cook, John Voigt, 1997
- We Are Not at the Opera mit Sunny Murray, 1998
- Secrets of When  mit Raphe Malik, Jane Wang, 2001
- Brothers Together mit Hamid Drake, 2000
- Sun Xing [live] mit Ben Karetnick, 2002
- Prophecies Come to Pass 2006
- Sabir Mateen, Sirone, Andrew Barker: Infinite Flowers (Sagittarius A-Star, 2008, ed. 2013)
- SaMa Live in Moscow Duo mit Matthew Shipp, 2009 / VÖ 2011
- The Sabir Mateen Jubilee Ensemble (Not Two Records, 2012), u. a. mit Raymond A. King
- Mateen, Bauer, Tokar, Kugel: Collective Four (For Tune, 2016), mit Mark Tokar, Conny Bauer, Klaus Kugel
- The Gathering of the Angels (Klopotec, 2017)
- Survival Situation (577 Records, 2020), mit Patrick Holmes, Federico Ughi